# Famille Amigo
 (juillet 2024).
La famille Amigo est une famille patricienne de Venise, originaire d'Ancône. Elle s'éteint en 1398 avec Giovanni.

## Armes

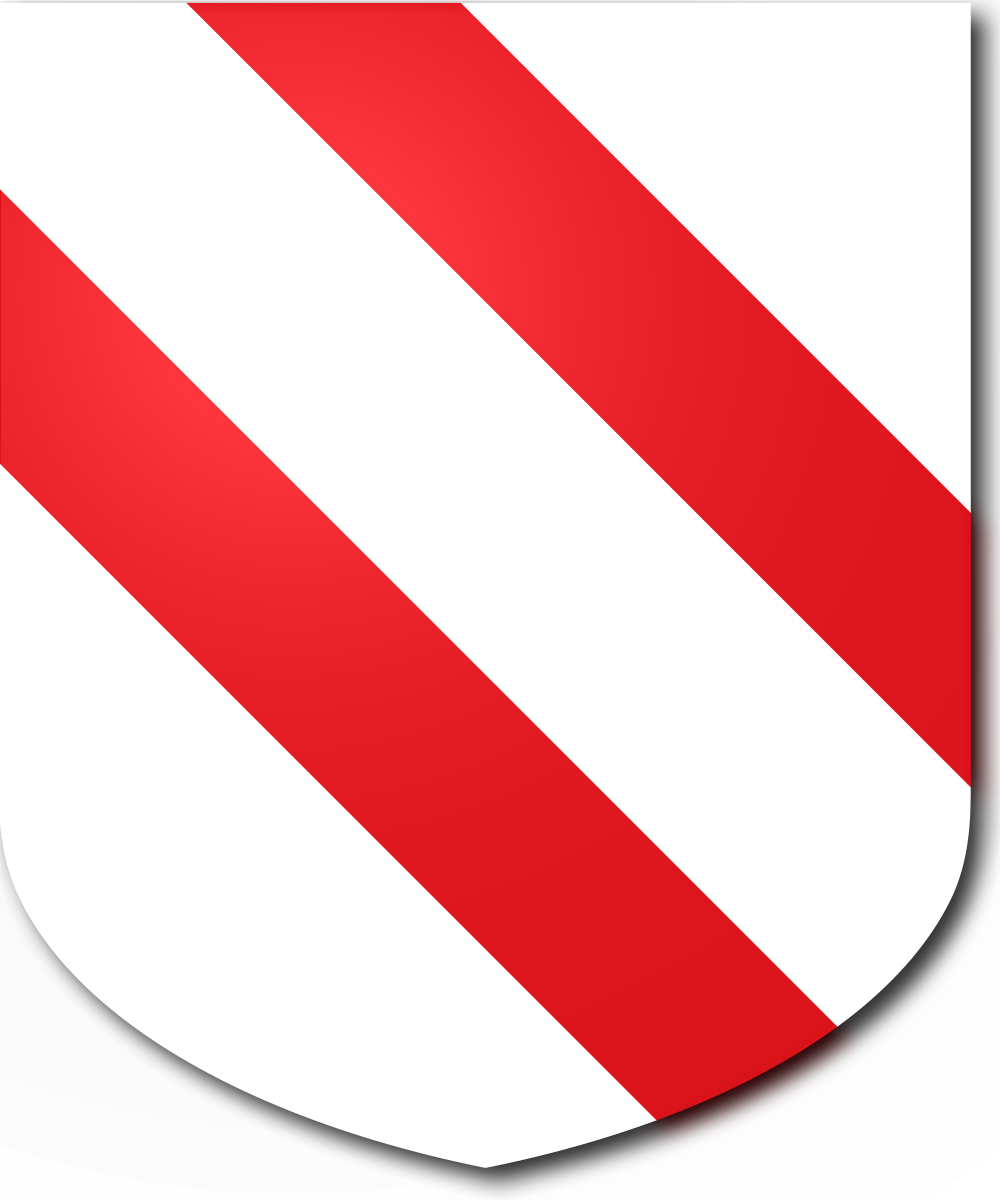
Armes des Amigo

Les armes des Amigo sont d'argent à deux bandes de gueules.